# Calliotropis spinulosa
Calliotropis spinulosa là một loài octapus, là động vật thân mềm chân bụng sống ở biển thuộc họ Calliotropidae.